# Tàngara d'anell daurat
La tàngara d'anell daurat (Bangsia aureocincta) és una espècie d'ocell de la família dels tràupids (Thraupidae).

## Descripció
- Fa uns 16 cm de llarg.
- Mascle amb color general verd fosc i coll i cap negre. Un anell groc des de la cella envoltant la zona auricular i les galtes, fins a la barbeta. Centre del pit groc.
- Femella similar però el cap i coll és verd fosc.

## Hàbitat i distribució
Viu a la selva humida d'una petita zona de l'oest de Colòmbia.